# قلعه کاسانتودا

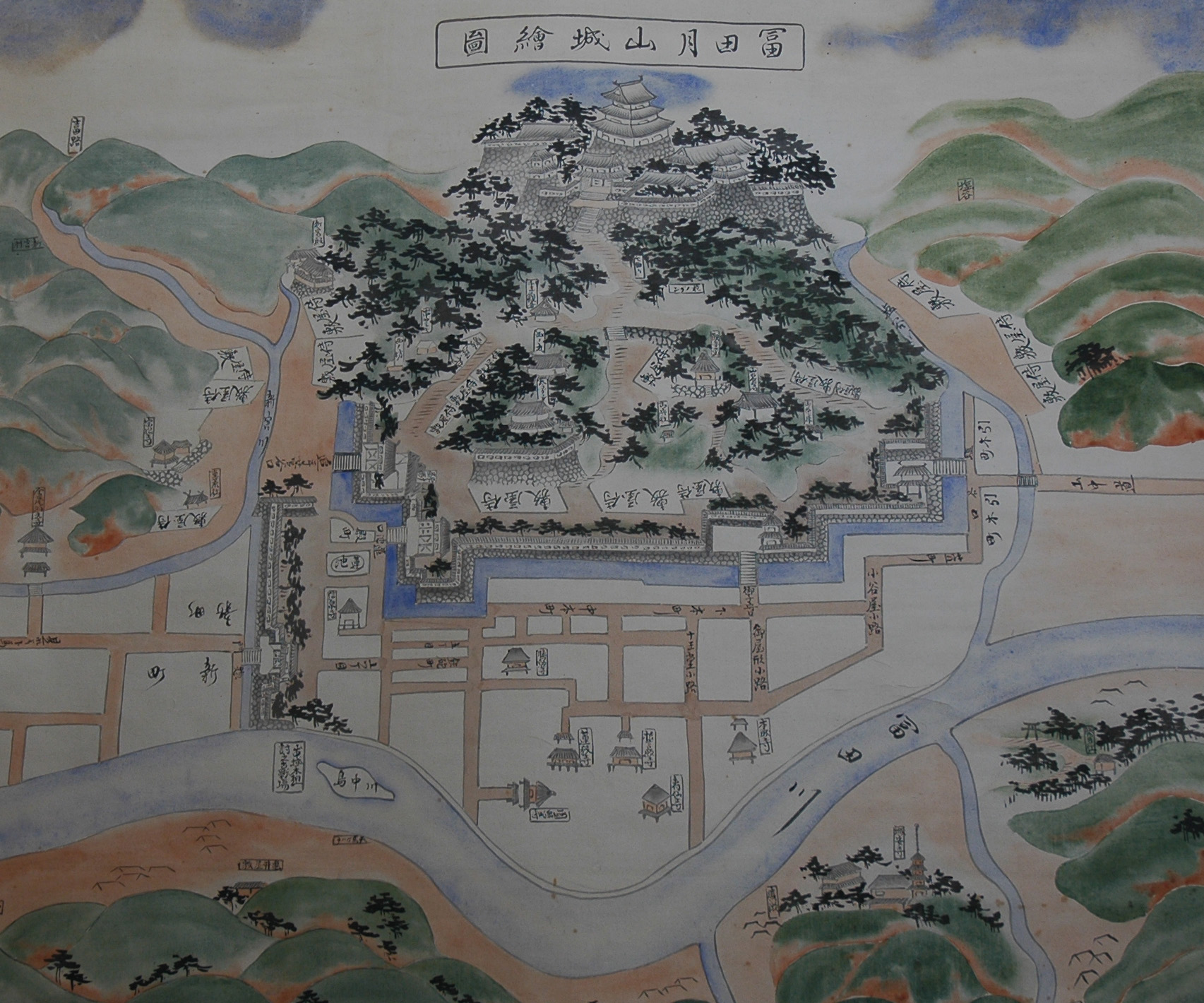
نقشه قدیمی قلعه

قلعه کاسانتودا (به ژاپنی: 月山富田城, Gassantoda-jō) یک قلعه ژاپنی کوهستانی در یاسوگی، شیمانه، استان شیمانه در ژاپن است. ویرانه‌های این قلعه هنوز باقی است و به همراه قلعه کاسوگایاما، قلعه کاننونجی، قلعه اودانی و قلعه نانائو بزرگترین قلعه‌های کوهستانی ژاپن شمرده می‌شدند.
از سال ۱۳۹۶ تا سال ۱۵۶۶ این قلعه متعلق به خاندان پرقدرت آماگو در سال ۱۵۶۶ این قلعه به دست موری موتوناری افتاد و خاندان آماگو از بین رفت. از این پس بود که موقعیت خاندان موری به عنوان پرقدرت‌ترین خاندان غرب ژاپن تثبیت شد.

## نگارخانه

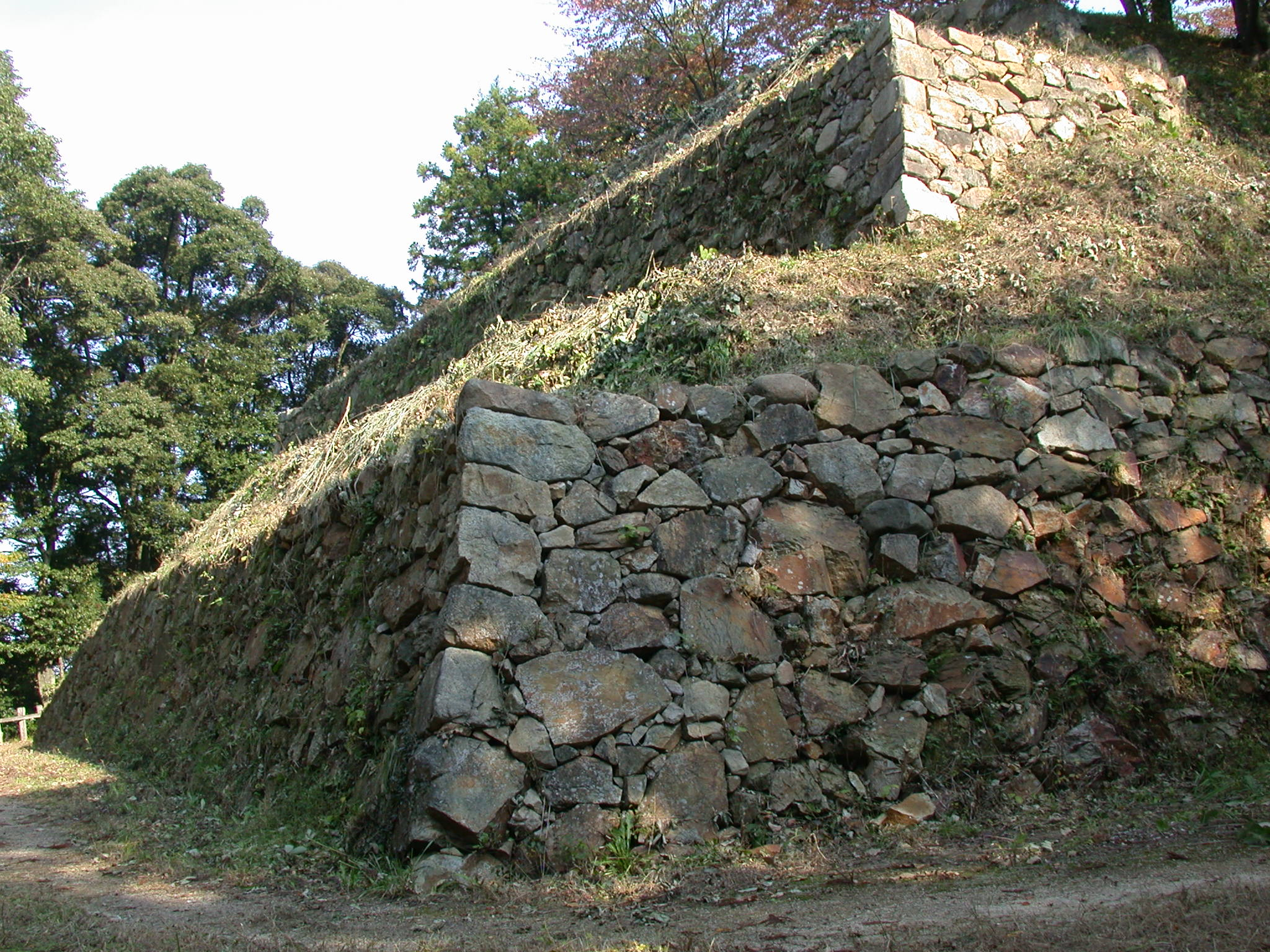
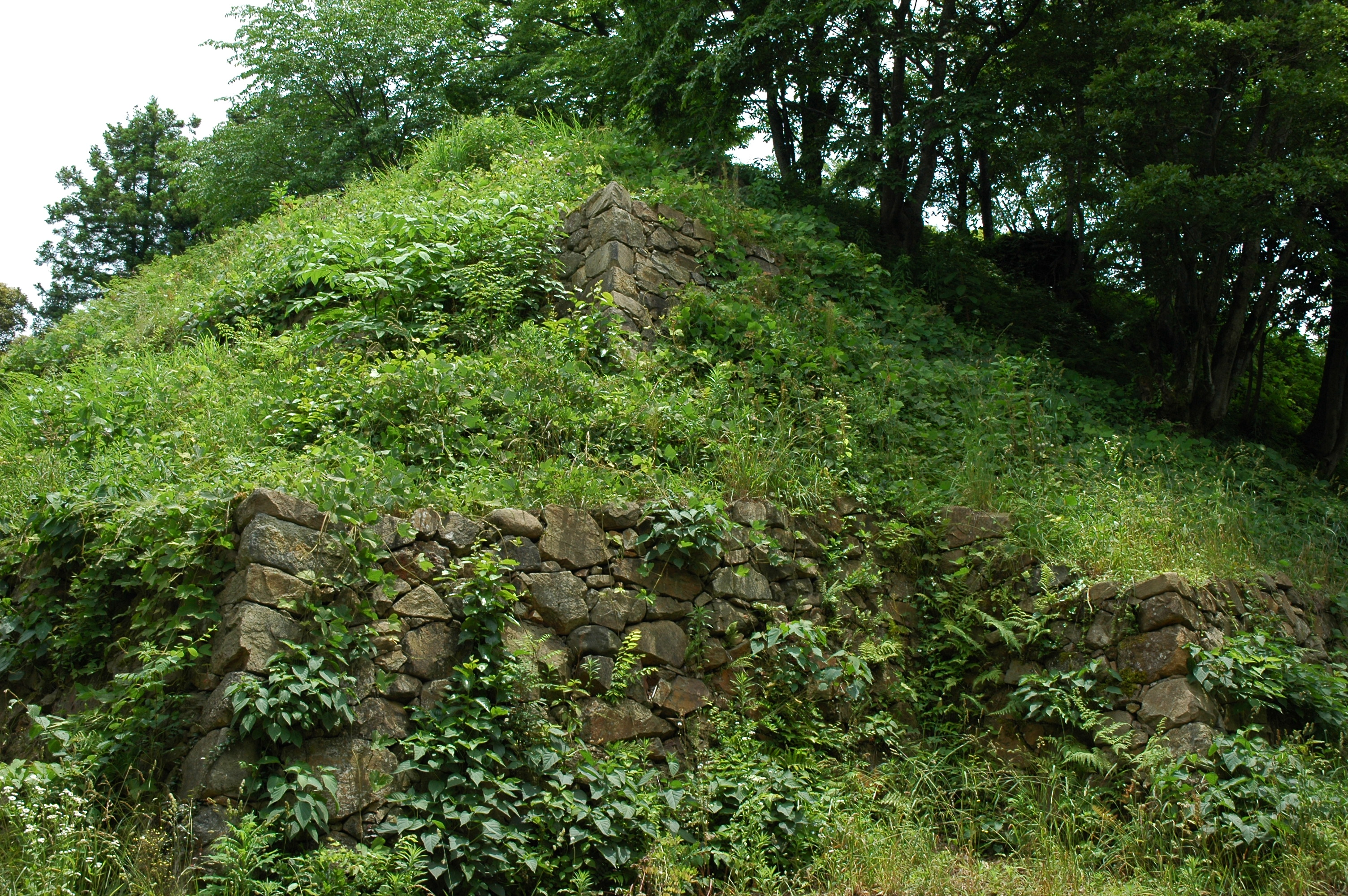
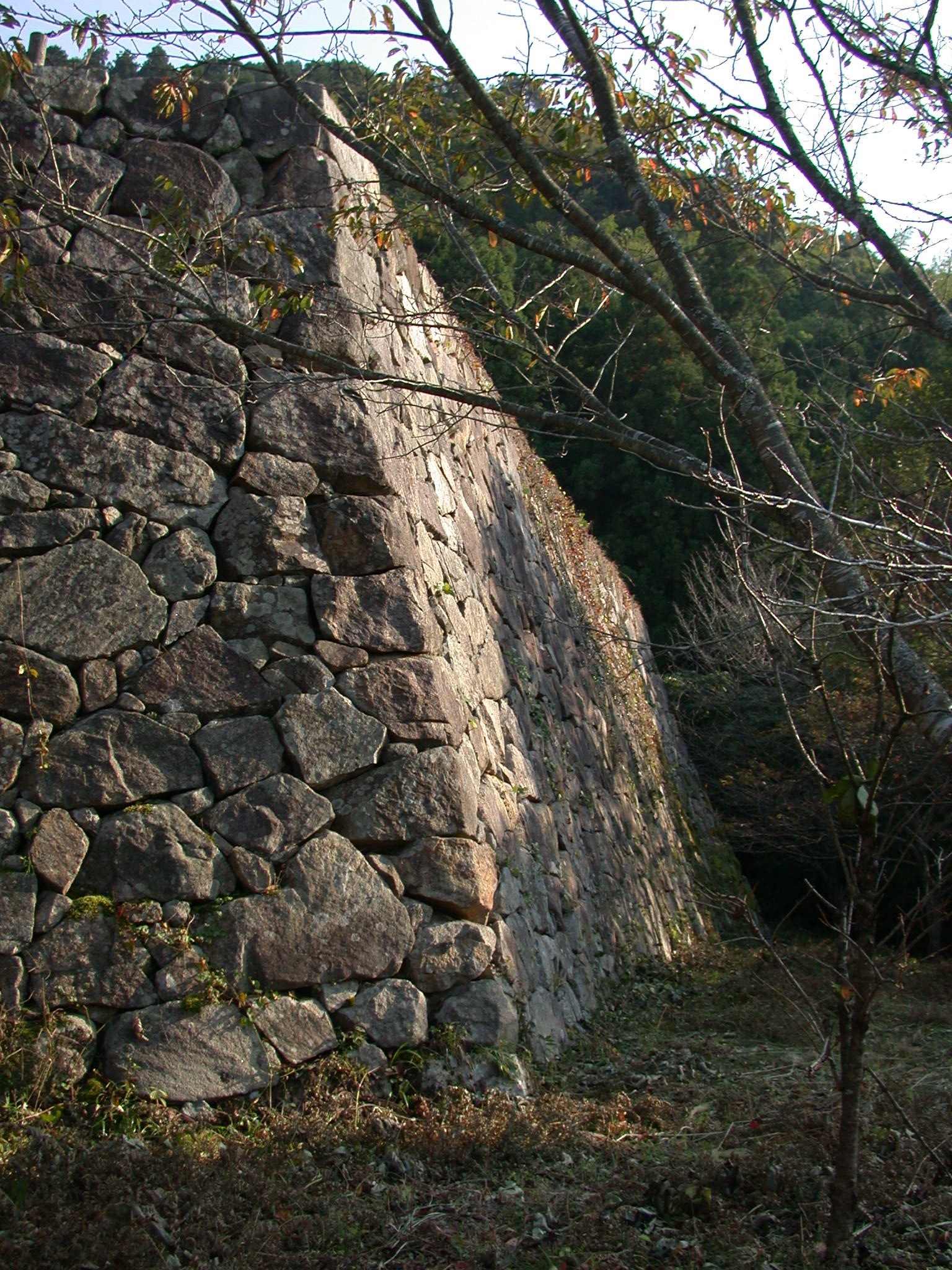
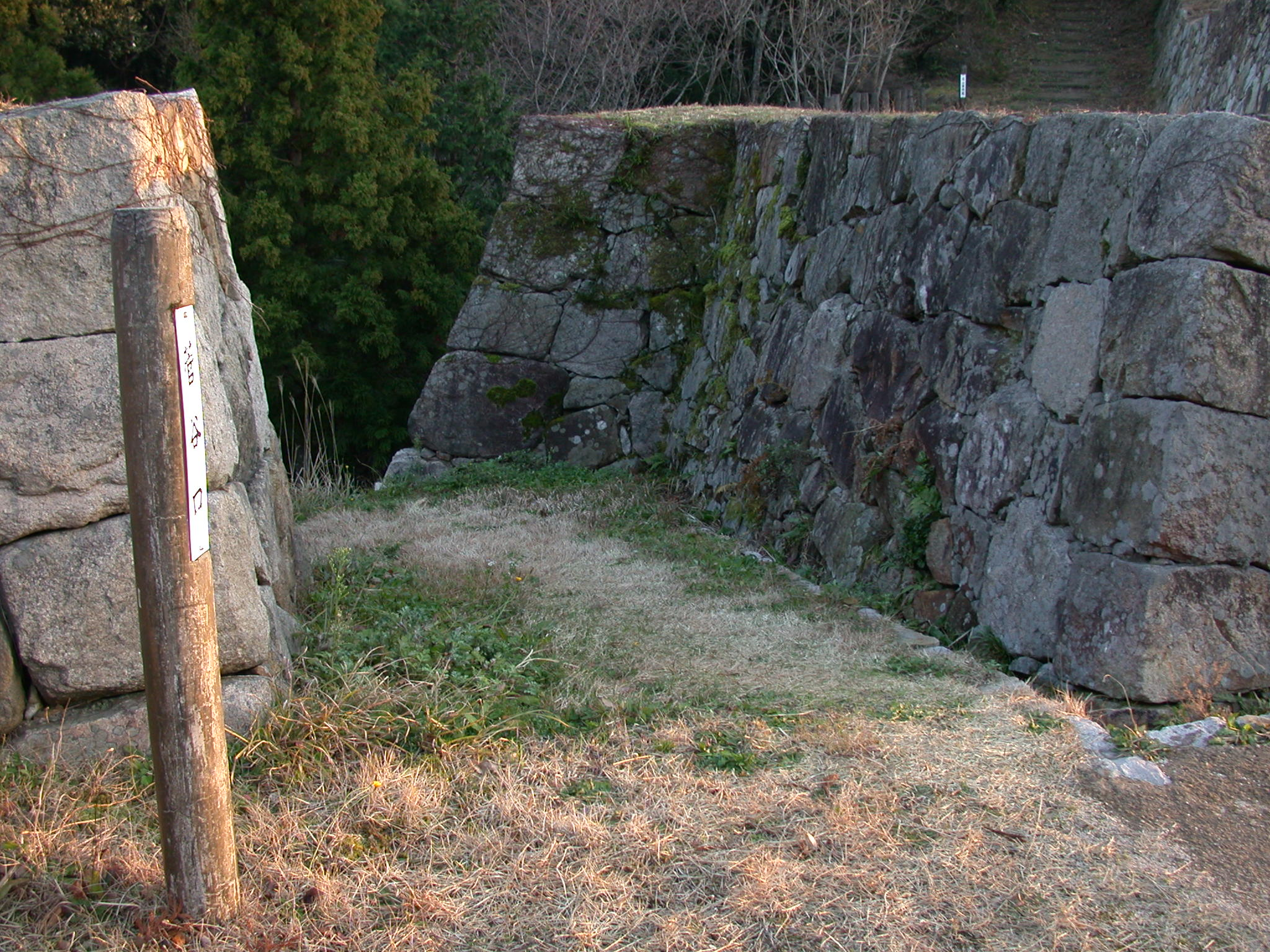
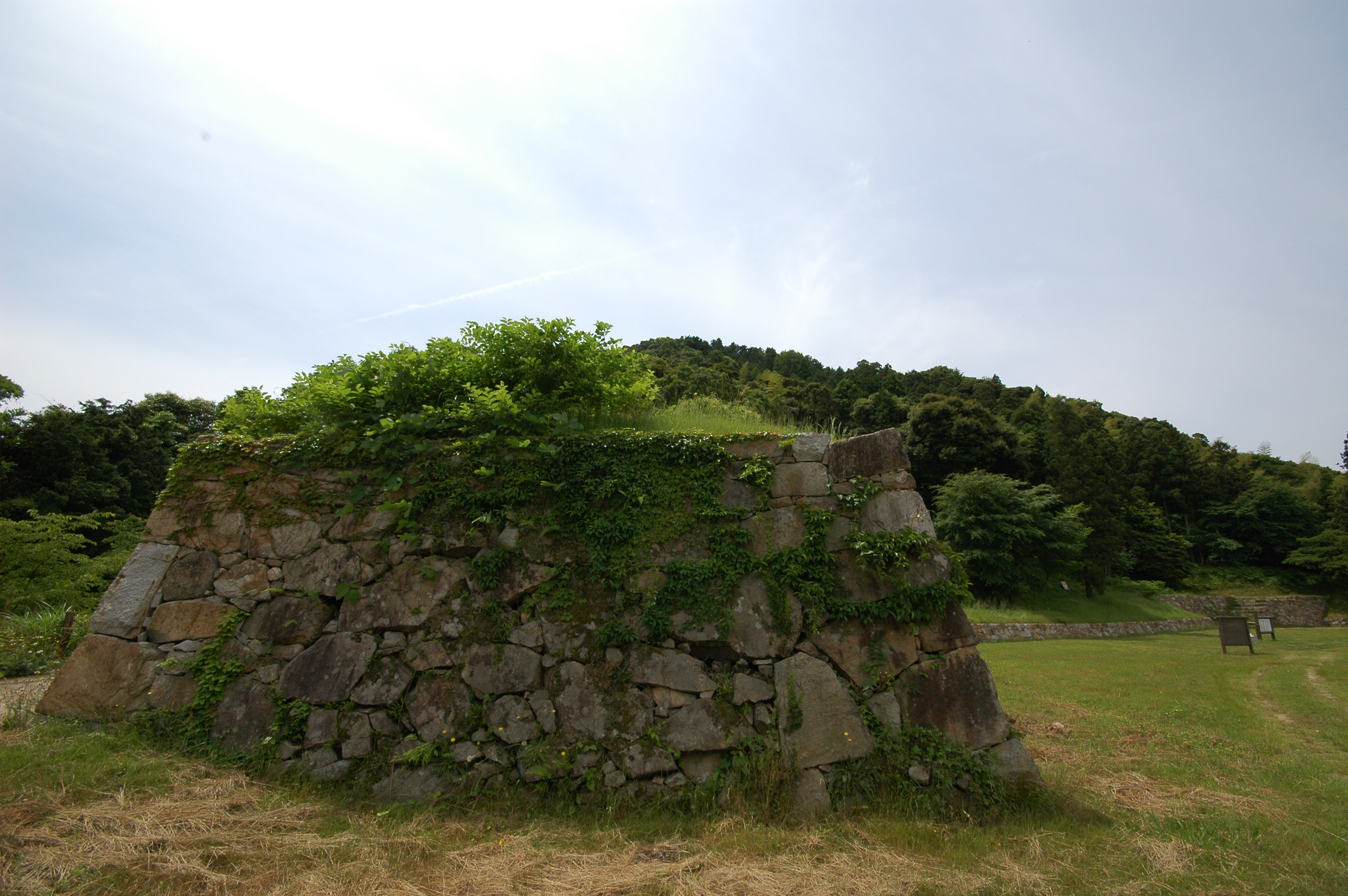